# China Xinhua Airlines
China Xinhua Airlines (en chino tradicional, 中國新華航空; en chino simplificado, 中国新华航空; pinyin, Zhōngguó Xīnhuá Hángkōng) fue una aerolínea con sede en Pekín, China. Operaba servicios programados y vuelos chárter. Sus bases principales eran el Aeropuerto Internacional de Pekín-Capital y el Aeropuerto Internacional de Tianjín-Binhai. El 29 de noviembre de 2007 fue fusionada con Shanxi Airlines y Chang'an Airlines para formar Grand China Air, una subsidiaria de Hainan Airlines. La aerolínea fue fundada en agosto de 1992 y comenzó sus operaciones el 6 de junio de 1993.

## Flota

### Flota Actual
A partir de mayo de 2023, la flota de China Xinhua Airlines que consta de los siguientes aviones:
| Boeing 737-800 | 1 | — | Y180 |  |  |  |
| Total          | 1 | — |      |  |  |  |

La flota de la aerolínea posee una edad media de 22.9 años.